# Palazzo di Gino Capponi

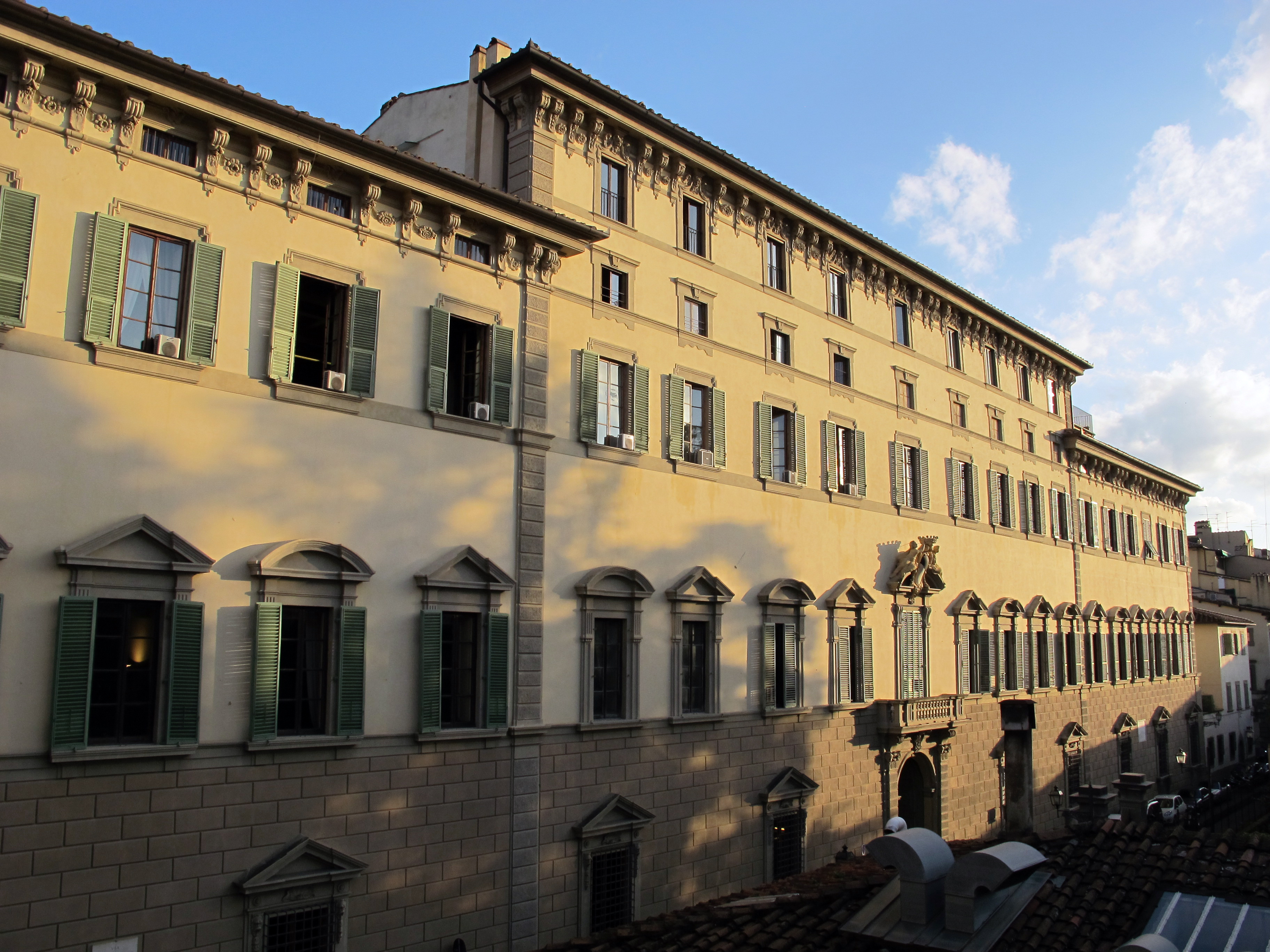
Facciata su via Gino Capponi

Il palazzo di Gino Capponi, o Capponi-Farinola o Capponi all'Annunziata, si trova nella via che ha lo stesso nome del palazzo, via Gino Capponi, dedicata a Gino Capponi, politico e scrittore che proprio in questo palazzo visse e morì nel 1876.
Il palazzo appare nell'elenco redatto nel 1901 dalla Direzione Generale delle Antichità e Belle Arti, quale edificio monumentale da considerare patrimonio artistico nazionale.

## Storia
Il palazzo fu eretto per volere del senatore Alessandro Capponi, che nel 1698 aveva qui acquistato una vasta area occupata da una proprietà dei Rimbotti e soprattutto da un casino fatto erigere da Jacopo Salviati nel 1579, rinomato per i suoi giardini, ricchi di piante rare ed esotiche, di nicchie, di statue e di vasche. Per la progettazione del grandioso edificio (dopo aver intrapreso alcuni lavori tra il 1700 e il 1701) ci si rivolse all'architetto romano Fontana (la documentazione archivistica non chiarisce se si tratti di Carlo o del figlio Francesco), affidando la direzioni dei lavori in loco a Bartolomeo Minucci che, aperto il nuovo cantiere nel 1702, due anni dopo e fino al 1710 fu sostituito dall'ingegnere Alessandro Cecchini. Nel nuovo palazzo, secondo Federico Fantozzi (1842), rimase incorporata la casa che Giovanni Stradano aveva comprato per sua abitazione nel 1591 e dove era morto nel 1605.
Il grandioso cantiere, nell'ambito del quale è documentato un intervento di Anton Maria Ferri chiamato con urgenza per preoccupanti segni di cedimento statico della fabbrica (1713), giunse a parziale compimento nel 1716, anno della morte del senatore Alessandro.
Negli anni seguenti, anche con il contributo dell'architetto Ferdinando Ruggieri subentrato al Cecchini, si lavorò essenzialmente al prospetto sul giardino, eseguito negli anni 1736-1741 con un caratteristico disegno ad U. Per molti decenni continuarono le opere di arredamento e di sistemazione interna, e si disegnò il giardino su committenza dei figli di Alessandro, Scipione e Francesco Maria Capponi. Nel 1788 il ramo di Alessandro Capponi si estinse e passò a Pier Roberto Capponi, un altro parente, e da lui a suo figlio, il famoso Gino Capponi.
Numerosi viaggiatori testimoniarono la bellezza del palazzo: Cochin, Montesquieu, Foucheron, Federico Adolfo di Svezia; all'epoca di Gino Capponi erano soliti frequentarlo Leopardi, Manzoni, Pietro Colletta, Massimo d'Azeglio, Alphonse de Lamartine. Vi abitò e vi morì, nel 1850, anche il poeta Giuseppe Giusti mentre Gino Capponi vi morì nel 1876. Alla morte di Gino il palazzo andò alla figlia Marianna, sposata con un Farinola di Genova.

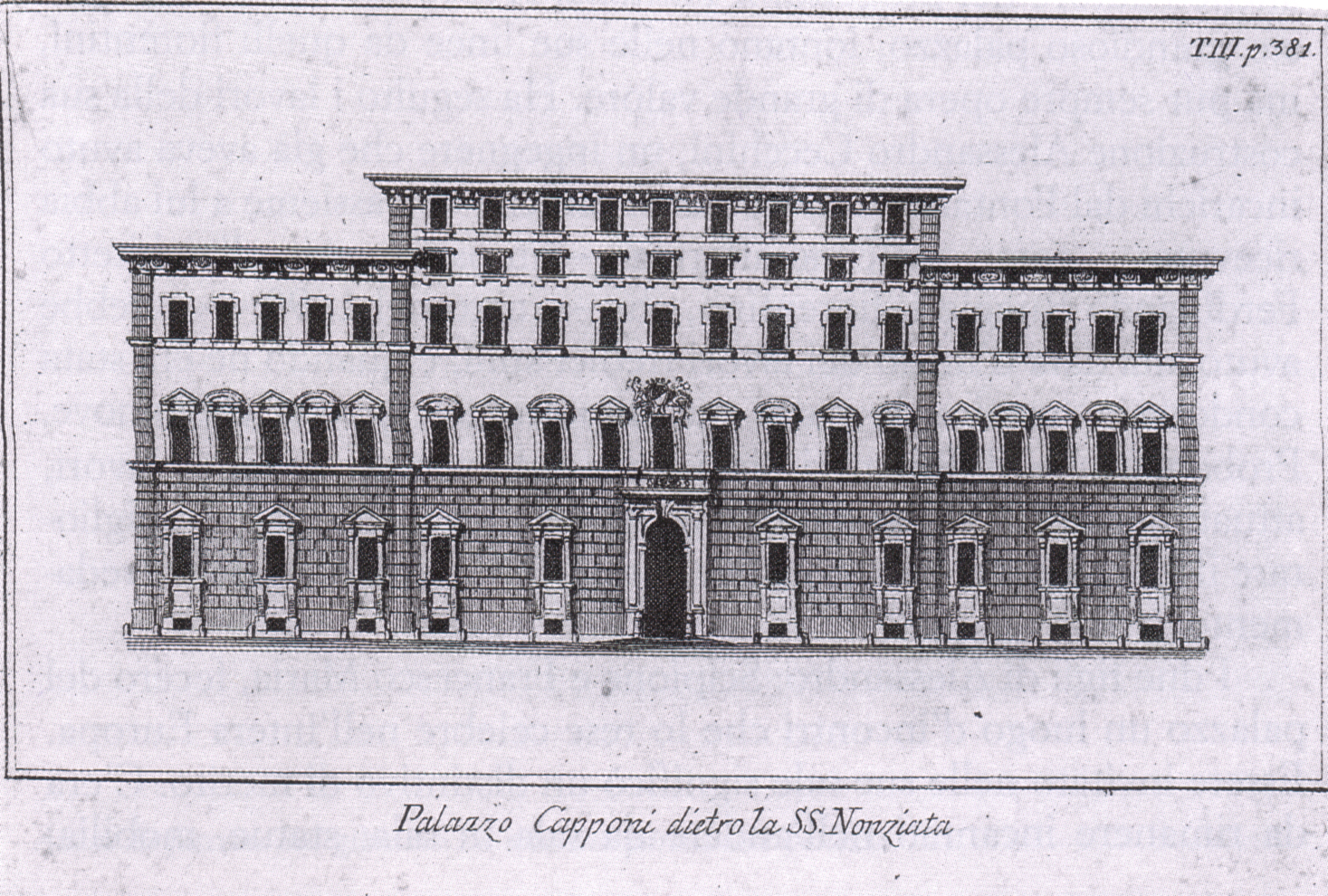
Stampa ottocentesca della facciata del palazzo

Nel 1920 il complesso fu acquistato dal collezionista d'arte d'avanguardia Egisto Paolo Fabbri. Delle notevolissime collezioni d'arte che il palazzo conservava nella prima metà dell'Ottocento reca memoria il lungo elenco fornito da Federico Fantozzi nella sua guida del 1842, mentre per quanto riguarda la collezione Fabbri, unica per le molte tele di Cézanne, reca testimonianza la mostra che proprio attorno a questo nucleo di dipinti è stata tenuta a palazzo Strozzi nel 2007. Il Fabbri aveva acquistato i primi dipinti del grande maestro postimpressionista da Vollard e nel 1889 aveva scritto all'artista di volerlo conoscere recandosi a Aix-en-Provence, ma il pittore rifiutò con la sua solita ritrosia, sebbene rimase colpito dal fatto che un collezionista già possedesse ben 16 suoi quadri, diventati poi 32 e molti dei quali di altissima qualità. La collezione che all'epoca non aveva pari in Europa e negli Stati Uniti, venne in seguito smembrata tra numerosi musei e collezioni private. La quadreria del palazzo Capponi in quel momento vide quindi accostato maestri antichi e d'avanguardia e fu un importante modello per la generazione successiva di pittori toscani come Ottone Rosai, Ardengo Soffici e altri.
Il palazzo venne poi acquistato dai Contini Bonacossi e in seguito rivenduto, prima di divenire una proprietà condominiale.
Per quanto riguarda gli interventi conservativi recenti si segnala il restauro della facciata che guarda a via Gino Capponi effettuato nel 2008.

## Descrizione

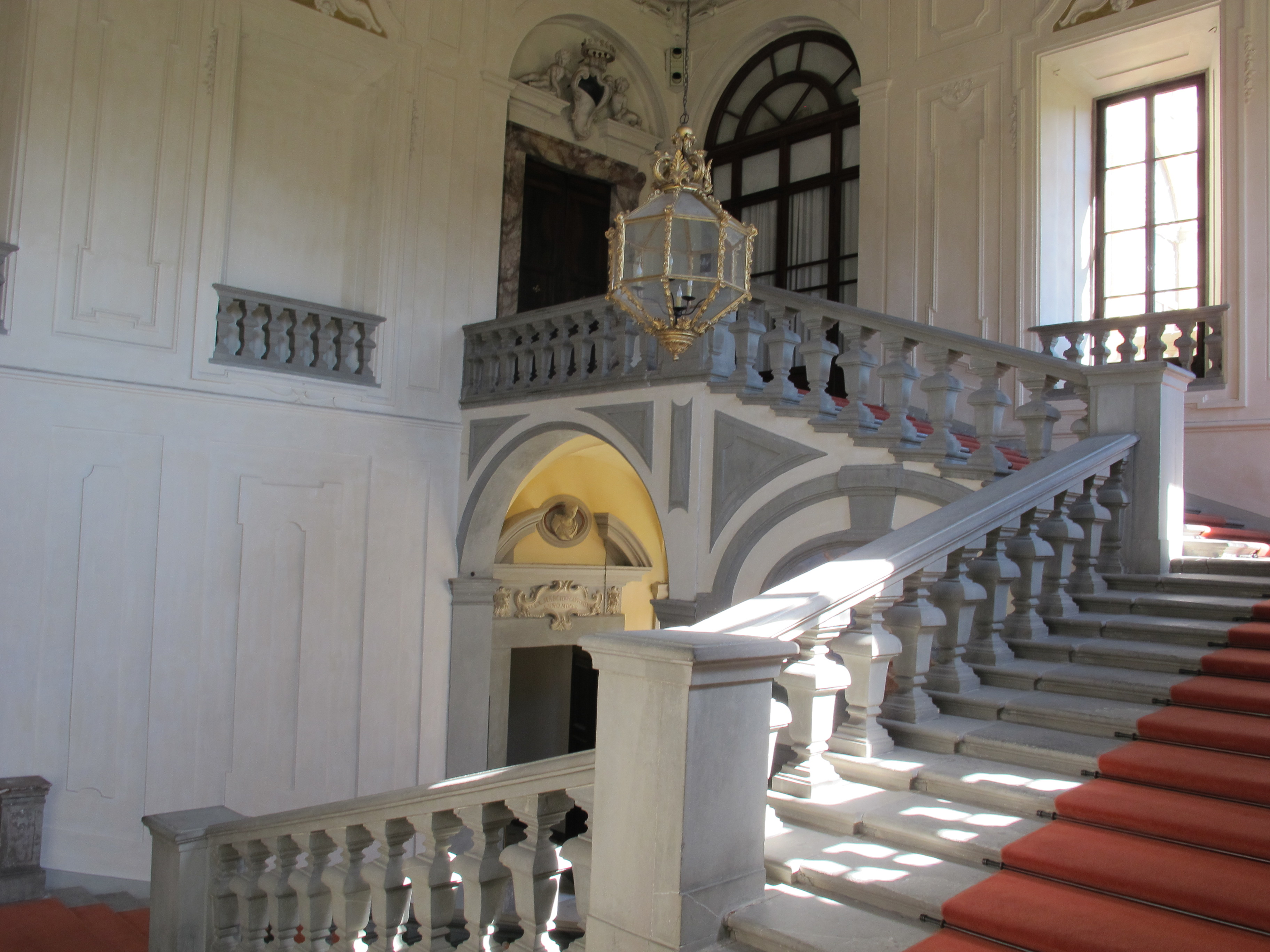
Lo scalone

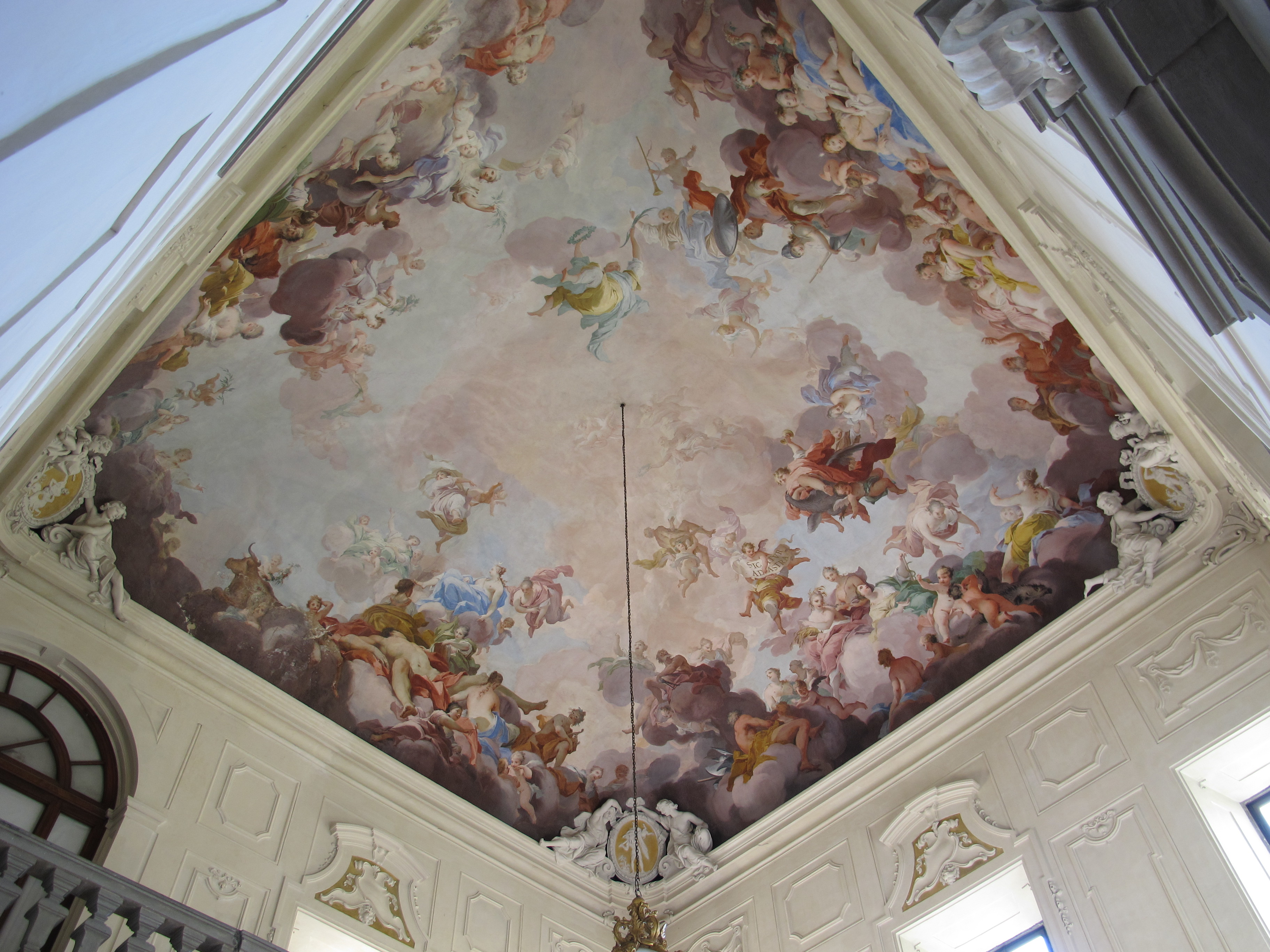
Affreschi di Matteo Bonechi

Il risultato dei lavori settecenteschi fu un palazzo tra i più grandi della città, oltremodo unitario nella rispondenza tra il disegno degli esterni e la decorazione degli interni, riccamente affrescati e decorati parallelamente all'avanzare dei lavori. "L'impianto a forma di U si sviluppa in alzato con connotati legati alla tradizione fiorentina sul settore verso la strada e di retaggio romano nell'affaccio sul retro. Il lungo fronte sulla via Capponi, segnalato, come consueto, in asse centrale dal portale incorniciato, con sovrastanti poggioletto e stemma, affida alle dimensioni eccezionali il suo carattere di monumentalità, mentre decisamente originale si presenta la facciata sul giardino, movimentata da due avancorpi laterali e dal profondo portico che apre il settore centrale a pian terreno. Secondo il costume tipico dell'architettura fiorentina, è all'interno, tuttavia, che si registrano gli episodi formali più eclatanti, come il maestoso scalone ornato di pietrami, fontana e statue, il salone delle feste coronato dalla balconata continua e, più in generale, l'intera decorazione del piano nobile, svolta in un trionfo di busti, marmi, stucchi e dipinti" (Rosamaria Martellacci in Firenze 1992).
Nell'interno è uno scalone affrescato da Matteo Bonechi (1712 ca.) e dotato di un ninfeo vero e proprio, con statue classicheggianti e una fontana di concrezioni spugnose e incrostazioni di conchiglie. In una nicchia la statua di Pier Capponi, di Torello Bacci. Nelle sale, al pianterreno e al primo piano, si trovano dipinti murali di settecenteschi fiorentini che comprendono tra l'altro opere di Giovanni Domenico Ferretti, Giovanni Cinqui, Atanasio Bimbacci e Giovanni Camillo Sagrestani (1703-1707), a formare un interessante complesso di pittura e decorazione del tempo. Al 1713 risalgono le ulteriori pitture di Niccolò Lapi nella "sala dei Cinque Sentimenti".
Sul fronte è un grande scudo con l'arme della famiglia, documentato come posto nel 1707 e da porre in relazione a pagamenti effettuati a favore dell'intagliatore Giovanni Paolo Bozzolini. Sempre sul fronte è una lapide posta dal Comune nel 1894 a ricordo di Gino Capponi e di Giuseppe Giusti.
| IN QUESTO CHE FU DI GINO CAPPONI PALAGIO OSPITALE ALLE SPERANZE ITALIANE IL COMUNE DI FIRENZE INIZIATRICE L'ASSOCIAZIONE DELLA STAMPA TOSCANA SCRIVE IL NOME DI GIUSEPPE GIUSTI CHE QUI PIÙ FRATELLO CHE OSPITE MANCÒ IL XXXI MARZO MDCCCL AI NUOVI DESTINI DELLA PATRIA DE' QUALI IL SUO CANTO SDEGNOSO FU AUSPICIO POTENTE EVOCAZIONE DALLA MORTE ALLA VITA XIII MAGGIO MDCCCXCIV LXXXV NATALIZIO |

### Il giardino

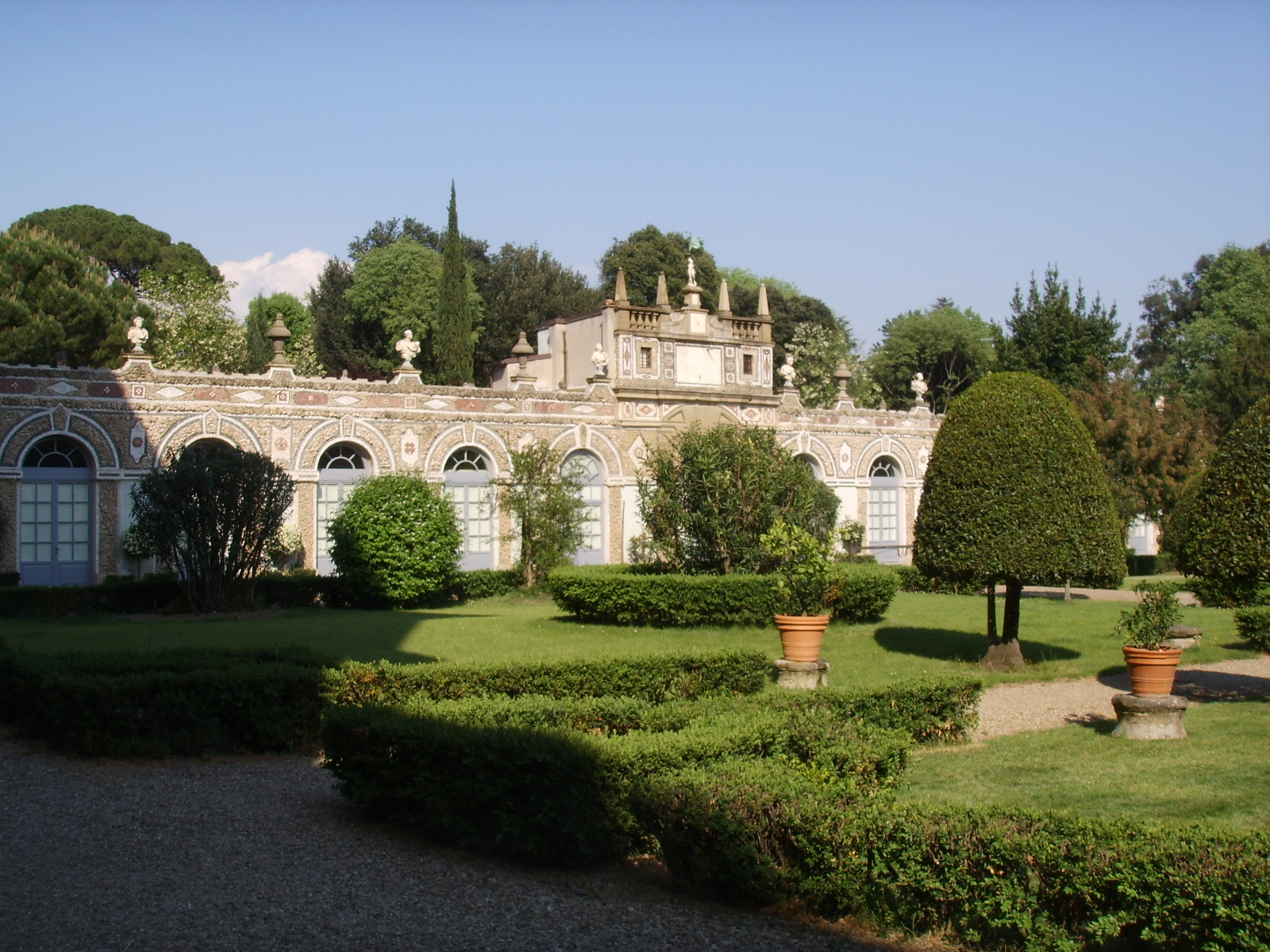
Il giardino

Il palazzo possiede un giardino privato che si estende sul retro lungo via Giusti, arrivando a confinare, sebbene separati da un muro divisorio, con il giardino della Gherardesca. È organizzato con partiture geometriche, sistemate attorno a una grande vasca circolare, all'incrocio dei due vialetti principali e in asse con il portone d'accesso. Verso nord il fondale è arricchito dalla straordinaria Uccelliera, già limonaia, realizzata tra il 1706 e il 1708 con una facciata coperta da mosaici in ciottoli di fiume, concrezioni spugnose e conchiglie.
Davanti all'ingresso principale del palazzo si apre l'entrata posteriore del Giardino dei Semplici, mentre a pochissima distanza si trova il palazzo di San Clemente con i resti del suo giardino, a testimoniare come in passato questa zona fosse caratterizzata dalle numerose aree verdi private.

## Bibliografia

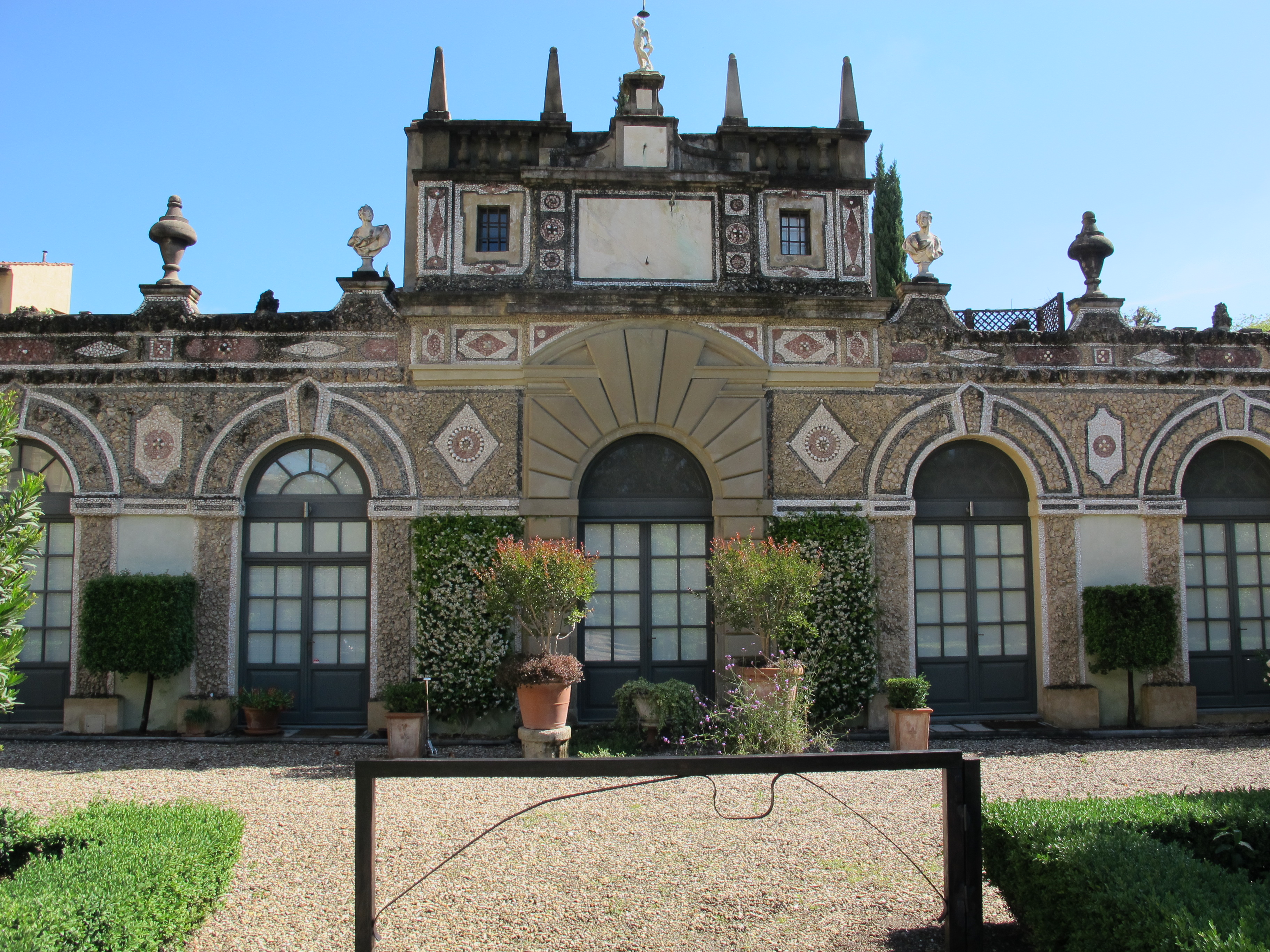
La limonaia